# Ducos (Martinica)
Ducos é uma comuna francesa no departamento ultramarino da Martinica. Estende-se por uma área de 37.69 km², e possui 17.270 habitantes, segundo o censo de 2018, com uma densidade de 460 hab/km².